# ROH Tag Wars
 (22 octobre 2024).
ROH Tag Wars est un tournoi de catch occasionnel organisé par la Ring of Honor. Créé en 2005, ce tournoi, appelé Trios Tournament était organisé pour des équipes de trois catcheurs. Ce tournoi a été ensuite organisé pour des équipes classiques et a été renommé Tag Wars Tournament. Il y a eu 5 éditions de Tag Wars. Cependant, l'édition de 2008 ne proposait pas de tournoi, mais une simple série de matchs par équipe.

## Historique
En 2005, le Trios Tournament fut un tournoi créé qui récompensait les équipes formées de trois catcheurs. Il y eut deux éditions en 2005 et 2006. En 2008, aucun tournoi n'a été organisé malgré l'organisation d'un show éponyme. En 2010, le Tag Wars Tournament fut instauré. Ce tournoi par équipe offre une occasion aux équipes qualifiées en finale pour les ceintures par équipe de la ROH.

## Liste des vainqueurs
| Année | Vainqueurs                                                  | Tournoi             | Lieu                                    |
| ----- | ----------------------------------------------------------- | ------------------- | --------------------------------------- |
| 2005  | The Rottweilers (en) (Homicide, Ricky Reyes & Rocky Romero) | Trios Tournament    | Philadelphie, Pennsylvanie, États-Unis  |
| 2006  | The Embassy (en) (Abyss, Jimmy Rave & Alex Shelley)         | Trios Tournament    | Dayton, Ohio, États-Unis                |
| 2010  | Kings of Wrestling (Chris Hero & Claudio Castagnoli)        | Tag Wars Tournament | Charlotte, Caroline du Nord, États-Unis |
| 2014  | reDRagon (Kyle O'Reilly & Bobby Fish)                       | Tag Wars Tournament | Baltimore, Maryland, États-Unis         |

## Historique

### Trios Tournament

#### 2005
La première édition du ROH Trios Tournament a eu lieu le 5 mars 2005.
|  | Quarts de finale                                                         | Quarts de finale                                                         | Quarts de finale                                 | Quarts de finale                                 |                                            |       | Demi-finales | Demi-finales | Demi-finales | Demi-finales |  |  | Finale | Finale | Finale | Finale |
|  |                                                                          |                                                                          |                                                  |                                                  |                                            |       |              |              |              |              |  |  |        |        |        |        |
|  |                                                                          |                                                                          |                                                  |                                                  |                                            |       |              |              |              |              |  |  |        |        |        |        |
|  |                                                                          |                                                                          |                                                  |                                                  |                                            |       |              |              |              |              |  |  |        |        |        |        |
|  | Homicide, Ricky Reyes & Rocky Romero (The Rottweilers (en))              |                                                                          |                                                  |                                                  |                                            |       |              |              |              |              |  |  |        |        |        |        |
|  |                                                                          |                                                                          |                                                  |                                                  |                                            |       |              |              |              |              |  |  |        |        |        |        |
|  | El Generico et Dunn & Marcos (The Ring Crew Express)                     | El Generico et Dunn & Marcos (The Ring Crew Express)                     | 8:45                                             | 8:45                                             |                                            |       |              |              |              |              |  |  |        |        |        |        |
|  | El Generico et Dunn & Marcos (The Ring Crew Express)                     | El Generico et Dunn & Marcos (The Ring Crew Express)                     | 8:45                                             | 8:45                                             | Homicide, Ricky Reyes & Rocky Romero       |       |              |              |              |              |  |  |        |        |        |        |
|  |                                                                          |                                                                          |                                                  |                                                  |                                            |       |              |              |              |              |  |  |        |        |        |        |
|  |                                                                          |                                                                          | Bryan Danielson, Samoa Joe & Vordell Walker (en) | Bryan Danielson, Samoa Joe & Vordell Walker (en) | 9:54                                       | 9:54  |              |              |              |              |  |  |        |        |        |        |
|  | Bryan Danielson, Samoa Joe & Vordell Walker (en)                         |                                                                          | Bryan Danielson, Samoa Joe & Vordell Walker (en) | Bryan Danielson, Samoa Joe & Vordell Walker (en) | 9:54                                       | 9:54  |              |              |              |              |  |  |        |        |        |        |
|  |                                                                          |                                                                          |                                                  |                                                  |                                            |       |              |              |              |              |  |  |        |        |        |        |
|  | James Gibson, Nigel McGuinness & Spanky                                  | James Gibson, Nigel McGuinness & Spanky                                  | 23:49                                            | 23:49                                            |                                            |       |              |              |              |              |  |  |        |        |        |        |
|  | James Gibson, Nigel McGuinness & Spanky                                  | James Gibson, Nigel McGuinness & Spanky                                  | 23:49                                            | 23:49                                            | Homicide, Ricky Reyes & Rocky Romero       |       |              |              |              |              |  |  |        |        |        |        |
|  |                                                                          |                                                                          |                                                  |                                                  |                                            |       |              |              |              |              |  |  |        |        |        |        |
|  |                                                                          |                                                                          | Austin Aries, Jack Evans & Roderick Strong       | Austin Aries, Jack Evans & Roderick Strong       | 21:07                                      | 21:07 |              |              |              |              |  |  |        |        |        |        |
|  | Steve Corino et CM Punk & Colt Cabana (The Second City Saints (en))      |                                                                          | Austin Aries, Jack Evans & Roderick Strong       | Austin Aries, Jack Evans & Roderick Strong       | 21:07                                      | 21:07 |              |              |              |              |  |  |        |        |        |        |
|  |                                                                          |                                                                          |                                                  |                                                  |                                            |       |              |              |              |              |  |  |        |        |        |        |
|  | Jimmy Rave, Oman Tortuga & Weapon Mask Destruction #3 (The Embassy (en)) | Jimmy Rave, Oman Tortuga & Weapon Mask Destruction #3 (The Embassy (en)) | 4:57                                             | 4:57                                             |                                            |       |              |              |              |              |  |  |        |        |        |        |
|  | Jimmy Rave, Oman Tortuga & Weapon Mask Destruction #3 (The Embassy (en)) | Jimmy Rave, Oman Tortuga & Weapon Mask Destruction #3 (The Embassy (en)) | 4:57                                             | 4:57                                             | Austin Aries, Jack Evans & Roderick Strong |       |              |              |              |              |  |  |        |        |        |        |
|  |                                                                          |                                                                          |                                                  |                                                  |                                            |       |              |              |              |              |  |  |        |        |        |        |
|  |                                                                          |                                                                          | Steve Corino et CM Punk & Colt Cabana            | Steve Corino et CM Punk & Colt Cabana            | 14:48                                      | 14:48 |              |              |              |              |  |  |        |        |        |        |
|  | Austin Aries, Jack Evans & Roderick Strong (Generation Next (en))        |                                                                          | Steve Corino et CM Punk & Colt Cabana            | Steve Corino et CM Punk & Colt Cabana            | 14:48                                      | 14:48 |              |              |              |              |  |  |        |        |        |        |
|  |                                                                          |                                                                          |                                                  |                                                  |                                            |       |              |              |              |              |  |  |        |        |        |        |
|  | Anthony Franco, Davey Andrews & Shane Hagadorn                           | Anthony Franco, Davey Andrews & Shane Hagadorn                           | 1:12                                             | 1:12                                             |                                            |       |              |              |              |              |  |  |        |        |        |        |
|  | Anthony Franco, Davey Andrews & Shane Hagadorn                           | Anthony Franco, Davey Andrews & Shane Hagadorn                           | 1:12                                             | 1:12                                             |                                            |       |              |              |              |              |  |  |        |        |        |        |
|  |                                                                          |                                                                          |                                                  |                                                  |                                            |       |              |              |              |              |  |  |        |        |        |        |

#### 2006
La seconde édition du ROH Trios Tournament a eu lieu le 27 janvier 2006.
|  | Demi-finales                                                 | Demi-finales                               | Demi-finales                          | Demi-finales                          |                                  |       | Finale | Finale | Finale | Finale |
|  |                                                              |                                            |                                       |                                       |                                  |       |        |        |        |        |
|  |                                                              |                                            |                                       |                                       |                                  |       |        |        |        |        |
|  | Abyss, Jimmy Rave & Alex Shelley (The Embassy (en))          |                                            |                                       |                                       |                                  |       |        |        |        |        |
|  |                                                              |                                            |                                       |                                       |                                  |       |        |        |        |        |
|  | Jay Fury, Sal Rinauro (en) & Tony Mamaluke                   | Jay Fury, Sal Rinauro (en) & Tony Mamaluke | 15:46                                 | 15:46                                 |                                  |       |        |        |        |        |
|  | Jay Fury, Sal Rinauro (en) & Tony Mamaluke                   | Jay Fury, Sal Rinauro (en) & Tony Mamaluke | 15:46                                 | 15:46                                 | Abyss, Jimmy Rave & Alex Shelley |       |        |        |        |        |
|  |                                                              |                                            |                                       |                                       |                                  |       |        |        |        |        |
|  |                                                              |                                            | Jimmy Yang et Jack Evans & Matt Sydal | Jimmy Yang et Jack Evans & Matt Sydal | 23:37                            | 23:37 |        |        |        |        |
|  | Jimmy Yang et Jack Evans & Matt Sydal (Generation Next (en)) |                                            | Jimmy Yang et Jack Evans & Matt Sydal | Jimmy Yang et Jack Evans & Matt Sydal | 23:37                            | 23:37 |        |        |        |        |
|  |                                                              |                                            |                                       |                                       |                                  |       |        |        |        |        |
|  | Adam Pearce, B.J. Whitmer & Jimmy Jacobs                     | Adam Pearce, B.J. Whitmer & Jimmy Jacobs   | 11:23                                 | 11:23                                 |                                  |       |        |        |        |        |
|  | Adam Pearce, B.J. Whitmer & Jimmy Jacobs                     | Adam Pearce, B.J. Whitmer & Jimmy Jacobs   | 11:23                                 | 11:23                                 |                                  |       |        |        |        |        |

### Tag Wars

#### 2008
Pas de tournoi organisé cette année-là.

#### 2010
Le premier Tag Wars Tournament a eu lieu à partir du 16 juillet 2010. La finale du tournoi a eu lieu le 28 juillet 2010.
| Kings of Wrestling (Claudio Castagnoli & Chris Hero) (c) battent The All-Night Express (en) (Kenny King & Rhett Titus), Briscoe Brothers (Jay Briscoe & Mark Briscoe) et The Dark City Fight Club (en) (Jon Davis (en) & Kory Chavis (en)) | Tag Wars 2010 : Four Corners Survival Elimination Tag Team match pour les ROH World Tag Team Championship | 28:28 |
| (c) désigne le(s) champion(s) défendant son titre dans le match. | |       |

#### 2014
Le second Tag Wars Tournament a eu lieu le 22 novembre 2014.
| reDRagon (Kyle O'Reilly & Bobby Fish) (c) battent ACH & Matt Sydal, Briscoe Brothers (Jay Briscoe & Mark Briscoe) et The Addiction (Christopher Daniels & Frankie Kazarian) | Tag Wars 2014 : Four Corners Survival Elimination Tag Team match pour les ROH World Tag Team Championship | 20:41 |
| (c) désigne le(s) champion(s) défendant son titre dans le match. | |       |